# AEK Larnaka
Die AEK Larnaka (griechisch ΑΕΚ Λάρνακας, AEK steht für Αθλητική Ενωση Κίτιον Athlitikí Enosi Kítion) ist ein zyprischer Sportverein aus Larnaka. Der 1994 aus der Fusion von EPA und Pezoporikos entstandene Verein ist vor allem für seine Fußball-, Volleyball- und Basketballmannschaften bekannt.
Für die Basketballmannschaft: siehe Hauptartikel AEK Larnaka (Basketball)

## Geschichte

### Fußball

#### Anfänge als EPA Larnaka
AEK Larnaka gründete sich 1930 unter dem Namen EPA Larnaka. Nach Beendigung der Unterbrechung des Sportbetriebs aufgrund des Zweiten Weltkriegs 1944 gehörte die Fußballmannschaft zu den dominierenden Mannschaften Zyperns. Bereits in der Auftaktsaison nach der Kriegsunterbrechung gewann sie das Double aus Landesmeisterschaft und -pokal, das sie im folgenden Jahr verteidigte. Zunächst blieb der Klub weiterhin im vorderen Ligabereich, wurde jedoch von Vereinen wie APOEL Nikosia, Anorthosis Famagusta oder AEL Limassol von der Tabellenspitze verdrängt. Zudem entwickelte sich mit Pezoporikos Larnaka ein Ortsrivale, der ebenfalls um die Meisterschaft mitspielte. 1950, 1953 und 1955 fügte AEK Larnaka weitere Trophäen der Titelsammlung hinzu, als der Klub jeweils erneut den zyprischen Pokal gewann, während Pezoporikos Larnaka 1954 den Meistertitel holte.
Lange Zeit spielten EPA und Pezoporikos mit wechselndem Erfolg in der ersten zyprischen Liga, ohne weitere Titel gewinnen zu können. 1970 lieferten sich die Ortsrivalen mit Omonia Nikosia einen Dreikampf um die Meisterschaft. Letztlich entschied das bessere Torverhältnis bei den punktgleichen Rivalen zugunsten von EPA. Im Europapokal der Landesmeister 1970/71 traf die Mannschaft in der ersten Runde auf den deutschen Vertreter Borussia Mönchengladbach und schied nach einer 0:6-Heim- und einer 0:10-Auswärtsniederlage aus. Als Meister spielte der Klub in der griechischen Alpha Ethniki, aus der er ebenfalls direkt wieder abstieg. In derselben Saison siegte Pezoporikos im zyprischen Pokalwettbewerb und qualifizierte sich damit auch für den Europapokal der Pokalsieger 1970/71. Dort trotzte der Klub zwar Cardiff City im Hinspiel ein 0:0 ab, verlor jedoch das Rückspiel in Cardiff mit 0:8.
Während sich mit Alki Larnaka in den folgenden Jahren ein weiterer Lokalrivale in den Vordergrund spielte, rutschten EPA und Pezoporikos ins Mittelfeld der Liga ab. Als Pokalfinalist 1973 gegen Meister APOEL Nikosia erreichte Pezoporikos zwar erneut den Europapokal; gegen den schwedischen Klub Malmö FF blieb die Mannschaft in beiden Spielen erneut torlos und kassierte elf Gegentore. Ende der 1970er Jahre kehrte Pezoporikos als mehrfacher Tabellendritter abermals aufs europäische Parkett zurück, blieb im UEFA-Pokal aber weiterhin chancenlos. Während EPA sich weiterhin im mittleren Tabellenbereich platzierte, kehrte Pezoporikos Ende der 1980er Jahre ins Meisterschaftsrennen zurück. Mit nur einer Saisonniederlage distanzierte die Mannschaft 1988 APOEL Nikosia um einen Punkt und gewann den Meistertitel. Gegen den späteren Viertelfinalisten IFK Göteborg scheiterte der Klub bereits in der ersten Runde des Europapokals der Landesmeister 1988/89.

#### Gegenwart als AEK Larnaka
1994 schlossen sich EPA und Pezoporikos zusammen und bildeten den AEK Larnaka. Nach einer durchwachsenen ersten Spielzeit setzte sich der Klub im vorderen Mittelfeld der Liga fest. 1996 erreichte der Fusionsverein das Pokalfinale, das jedoch gegen den Meister APOEL Nikosia nach Verlängerung verloren ging. Damit war der Klub im Europapokal der Pokalsieger 1996/97 vertreten, wo er die Qualifikationsrunde gegen den armenischen Klub FC Kotajk Abowjan erfolgreich überstand, nach einer 0:2-Auswärtsniederlage und einem 0:0-Remis im Rückspiel gegen den FC Barcelona jedoch abermals in der ersten Runde ausschied. Mit Beginn des neuen Jahrtausends rutschte der Klub in der Tabelle etwas ab, gewann jedoch durch einen 2:1-Endspielerfolg über AEL Limassol erneut den Landespokal. Bei einer erneuten Finalteilnahme später zog er gegen APOEL Nikosia den Kürzeren.
2008 erreichte AEK mit dem vierten Tabellenrang die Meisterschaftsendrunde, in der mit zwei Punkten Rückstand auf Omonia Nikosia der letzte Platz belegt und somit die erneute Qualifikation für den Europapokal verpasst wurde. Dem Erfolg folgte der Absturz, die folgende Spielzeit beendete der Klub auf einem Abstiegsplatz. Die erste Zweitligasaison der Vereinsgeschichte beendete die Mannschaft auf dem zweiten Platz und setzte sich anschließend in der Aufstiegsrunde durch.
Als Viertplatzierter der Saison 2010/11 nahm AEK Larnaka erstmals an der Qualifikation zur UEFA Europa League teil. Nach Siegen über FC Floriana, FK Mladá Boleslav und Rosenborg Trondheim erreichte der Verein die Gruppenphase, wo er zusammen mit dem FC Schalke 04, Steaua Bukarest und Maccabi Haifa der Gruppe J zugelost wurde. Der Verein gewann einmal gegen den Klub aus Haifa und spielte gegen die anderen beiden Gegner jeweils einmal unentschieden, kam damit jedoch nicht über den letzten Platz hinaus.
In den weiteren Jahren wurde AEK Larnaka mehrfach Vizemeister, womit er sich regelmäßig die Teilnahme an den Qualifikationsspielen des Europapokals sicherte. Erstmals gelang dies in der Saison 2014/15, jedoch unterlag der Verein in der Europa-League-Qualifikation Girondins Bordeaux. Die nächstjährige Europa-League-Qualifikation verlief etwas besser, doch auch da qualifizierte sich der Verein nicht für die Gruppenphase. Er erreichte nach Siegen über SS Folgore/Falciano, Cliftonville FC und Spartak Moskau die Play-off-Runde, in der er Slovan Liberec unterlegen war. Auch in der darauffolgenden Saison erreichte AEK die Play-off-Runde, nachdem er Lincoln Red Imps FC, Cork City und FK Dinamo Minsk bezwang. Die Play-off-Runde verlor man erneut gegen einen tschechischen Verein, diesmal war es Viktoria Pilsen.
In der Saison 2017/18 belegte AEK Larnaka nur Platz 4 in der Meisterschaftsrunde, gewann dafür aber im Pokalfinale gegen Apollon Limassol mit 2:1. Der Verein erreichte nach Siegen über Dundalk FC, SK Sturm Graz und AS Trenčín die Gruppenphase der UEFA Europa League 2018/19. In Gruppe A mit Bayer 04 Leverkusen, den FC Zürich und Ludogorez Rasgrad reichte es nur zum dritten Platz, der für den Aufstieg in die K.O.-Runde nicht reichte. In der nächsten Spielzeit wurde AEK erneut Vizemeister und nahm erneut an der Europa-League-Qualifikation teil. Nachdem man sich gegen Petrocub Hîncești und Lewski Sofia durchsetzte, kam in der dritten Runde das Aus gegen KAA Gent.
Durch das gute Abschneiden der zyprischen Vereine im Europapokal berechtigte in der Saison 2021/22 auch der zweite Platz zum Einzug in die Qualifikation zur UEFA Champions League. AEK Larnaka unterlag jedoch prompt dem FC Midtjylland im Elfmeterschießen. Jedoch setzte er sich in den Qualifikationsspielen zur Europa League gegen Partizan Belgrad und SK Dnipro-1 durch und erreichte so erneut die Gruppenphase. Abermals holte der Verein einen Sieg und zwei Remis, was zum dritten Platz hinter Fenerbahçe Istanbul und Stade Rennes bzw. vor Dynamo Kiew reichte. AEK spielte daraufhin in der K.O.-Runde der UEFA Europa Conference League weiter. Es kam dort zum Wiedersehen mit dem SK Dnipro-1 und wieder behielt der Klub aus Larnaka mit einem 1:0-Heimsieg und einem torlosen Rückspiel die Oberhand. Im Achtelfinale unterlag er jedoch dem späteren Sieger West Ham United mit einem Gesamtergebnis von 0:6.
Nach der Hauptrunde der Saison 2022/23 belegte AEK Larnaka den zweiten Platz, ließ in der Meisterschaftsrunde jedoch den späteren Meister Aris Limassol vorbeiziehen und wurde so noch Dritter. Der Verein spielte dennoch in der Qualifikation zur UEFA Europa Conference League 2023/24, in die man zur zweiten Runde einstieg. Der Verein setzte sich gegen FK Tarpeda-BelAS Schodsina durch, unterlag aber schon in der nächsten Runde Maccabi Tel Aviv. Am letzten Spieltag der Saison 2023/24 verspielte man die Meisterschaft, als man gegen den punktgleichen Tabellenführer APOEL Nikosia nur ein 1:1 rausholte. AEK Larnaka nahm damit auch an den Qualifikationsspielen zur UEFA Conference League 2024/25 teil, scheiterte jedoch bereits in der Einstiegsrunde mit einem Gesamtergebnis von 0:5 am Paksi FC.

### Volleyball
Die Frauenvolleyballmannschaft spielte lange Zeit erstklassig. 1995 und 2001 erreichte sie jeweils das Pokalfinale, verließ die Halle jedoch als Verlierer. 2007 holte sie das Double aus Meisterschaft und Landespokal.

## Trainer
- Milan Máčala (1984–1986)
- Ton Caanen (2010–2011)
- Dimitrios Eleftheropoulos (2013)
- Thomas Christiansen (2014–2016)
- Andoni Iraola (2018–2019)
- José Luis Oltra (2022–)